# 环鄱阳湖城市群
环鄱阳湖城市群是中国中部地区一个重要的城市群，以中国最大淡水湖鄱阳湖为中心，由南昌、景德镇、九江、鹰潭、上饶、新余、宜春、萍乡、抚州市的东乡县、金溪县、崇仁县和吉安市的新干县、峡江县组成。